# Oberonia acaulis
Oberonia acaulis es una especie de orquídea de hábitos terrestres, originaria de Asia.

## Descripción
Es una orquídea de tamaño pequeño a mediano, que prefiere el clima cálido al frío. Tiene hábitos epifitas crece con un tronco corto que lleva 3 a 5 hojas lineal- ensiforme, encorvadas, acuminadas,y desiguales. Florece en el otoño y el invierno en la axila, en una inflorescencia verticilada, larga y delgada, cilíndrica, curvada de 16 a 37 cm de largo con muchas flores con brácteas lineares y distantes lanceoladas acuminadas, eroso-fimbriadas.

## Distribución y hábitat
Se encuentra en China, Himalaya oriental, Nepal, Bhután, Birmania, Tailandia y Vietnam en los árboles en los bosques a elevaciones de 1000 a 1650 metros. 

## Taxonomía
Oberonia acaulis fue descrita por William Griffith (botánico) y publicado en Itinerary Notes of Plants Collected in the Khasyah and Bootan Mountains 76, n. 1139. 1848.
Etimología
Oberonia: nombre genérico que fue nombrado por Oberon el Rey de las Hadas en alusión a sus insignificantes flores.
acaulis: epíteto latino que significa "sin tallo".
Sinonimia
var. acaulis
- Iridorchis myriantha (Lindl.) Kuntze
- Iridorkis myriantha (Lindl.) Kuntze
- Malaxis myriantha (Lindl.) Rchb.f.
- Malaxis sikkimensis (Lindl.) Rchb.f.
- Oberonia hosseusii Schltr.
- Oberonia myriantha Lindl.
- Oberonia quinquelobata Kerr
- Oberonia sikkimensis Lindl.[4][5]